# Hegyaljai Sándor
Hegyaljai Sándor (Miskolc, 1969 –) országosan ismert hivatásos bűvész.

## Életpályája
Gyermekkorában a televízióban látott először bűvészeket, akiket természetesen igyekezett megnézni. Később a városba érkező összes vándorcirkusz előadását megtekintette, melyek felkeltették érdeklődését a titokzatosság, a misztikum iránt. Igyekezett minden bűvészettel kapcsolatos információt begyűjteni. Nyolcadik osztályos volt, amikor az országos Ki mit tud?-on elindult és a televízió középdöntőjéig jutott mint második helyezett. 1983-ban az Úttörőszövetség a Művelődésért c. kitüntető jelvényt adományozta neki. A bűvészetet mindenek fölé helyezte. Iskolás éveivel párhuzamosan sok meghívásnak tett eleget. Művészneve: Sinva, amit a szülővárosa iránti tisztelet jeléül választott.
A rendszerváltást követően hivatásos bűvészként dolgozik.

## Versenyek
Indult az 1988-as és 1993-as Ki mit tud?-okon is, ahol a budapesti előválogatóig illetve a TV elődöntőig jutott. 
Minden megmérettetésen indul, a magyarországi bűvészek között a legtöbb Ki mit tud? -on indult bűvész. Az 1996-os Ki mit tud? -ra is nevezett, de a megyei döntőn a szakmai zsűri nem jelent meg, és így nem léphetett tovább. 1993-ban részt vett a Karlovy Vary-ban megrendezett Nemzetközi Bűvészfesztiválon, ahol általános színpadi bűvész kategóriában negyedik helyezett lett.

## Fellépései
Magyarországon több száz helyen voltak fellépései, jellemzően bálokon, éves találkozókon, szórakozóhelyeken. Az évek folyamán televíziós műsorokban is szerepelt és ezeknek is köszönhetően rövidebb-hosszabb időre több európai országba hívták vendégszerepelni. Legtöbbet erélyben lépett fel, de emellett Szlovákiában, Csehországban, Olaszországban és Ukrajnában is megfordult.

## Külső hivatkozások
- Honlapja
- Hegyaljai Sándor Youtube csatornája a mutatványaival
- Boon.hu: Hegyaljai Parafenomenális
- Haon.hu: Fakanál helyett varázspálcával